# Asmate fraternaria
Asmate fraternaria är en fjärilsart som beskrevs av Rothschild 1914. Asmate fraternaria ingår i släktet Asmate och familjen mätare. Inga underarter finns listade i Catalogue of Life.